# Иоганн VI Мекленбургский
Иоганн VI Мекленбургский (нем. Johann VI., Herzog zu Mecklenburg; 1439—1474) — герцог Мекленбурга.

## Биография
Иоганн — второй сын герцога Мекленбурга Генриха IV и Доротеи Бранденбургской, дочери бранденбургского маркграфа Фридриха I.
Первое упоминание о действиях на посту правителя (вместе с отцом) относится к 1451 году. В 1464 году вместе со своим братом Альбрехтом VI он получил несколько амтов в апанаж и больше не принимал активного участия в управлении.
В 1472 году состоялась договорённость о женитьбе Иоганна VI на дочери Эриха II Померанского Софии, которая не состоялась в связи со смертью жениха. Последнее упоминание о Иоганне относится к 20 мая 1474 года.
В поездке во Франконию к своему дяде, курфюрсту Альбрехту Ахиллу, он заразился в Кульмбахе чумой и вероятно был похоронен в монастыре Св. Клары в Фогтланде.